# Joseph Franzkowski
Joseph Franzkowski (ur. 2 lutego 1850 w Sycowie, zm. 29 września 1936 w Goszczu) – nauczyciel i kierownik szkoły katolickiej w Sycowie, autor monografii Historia wolnego państwa stanowego, miasta i powiatu Syców.

## Życiorys
Dziadek Franzkowskiego pochodził prawdopodobnie ze zubożałej rodziny z Wielkopolski i w 1795 roku przybył do Byczyny, ojciec – Johann Franzkowski – był listonoszem.
Franzkowski jako dziecko wykazywał się bystrością, wrażliwością i dobrą pamięcią. Jednak biedni rodzice nie mogli zapewnić dziecku odpowiedniego wykształcenia. Naukę w Seminarium Nauczycielskim w Pyskowicach (pow. Gliwice) sfinansowała księżna Helena Mestschersky – żona Kaliksta Birona, właściciela majątku ziemskiego w Sycowie.
W 1869 roku młody nauczyciel objął posadę w szkole w Toszku, a w 1872 roku przybył do Sycowa. Rok później objął funkcje organisty (kantora), a w 1886 roku awansował na kierownika szkoły katolickiej. W 1893 roku powołał do życia Katolicki Związek Nauczycieli w Sycowie, podporządkowany Związkowi Nauczycieli Katolickich Śląska.
W 1912 roku nadano Franzkowskiemu tytuł honorowego przewodniczącego Związku Miłośników Sycowa. Franzkowski był też członkiem sycowskiego Bractwa Kurkowego.
Franzkowski sporządził kronikę szkoły i spisał dzieje parafii. W 1912 roku ukazała się monografia  Historia wolnego państwa stanowego, miasta i powiatu Syców, która powstawała przez 35 lat. Praca Franzkowskiego była możliwa dzięki finansowemu wsparciu księżnej Heleny, której autor zadedykował kronikę. Koszty druku dofinansował sejmik powiatowy i rada miejska. W uznaniu za zasługi w 1913 roku władze miejskie nadały Franzkowskiemu tytuł honorowego obywatela miasta.
Na emeryturę przeszedł w 1920 roku. W tym samym roku zmarła jego żona Antonie. Ostatnie lata życia Franzkowski spędził u boku swojego syna – księdza z Goszcza oraz córki. Franzkowski zmarł 29 września 1936 roku i spoczął obok żony na cmentarzu w Świętym Marku.

### Odznaczenia
W 1913 roku otrzymał prestiżowy Order Domowy od rodu Hohenzollernów za dzieło dotyczące historii wolnego miasta stanowego pod panowaniem Bironów. W listopadzie 1918 roku otrzymał papieski krzyż Pro Ecclesia et Pontifice od Benedykta XV.